# Clyomys bishopi
Clyomys bishopi är en däggdjursart som beskrevs av Ávila-pires och Wutke 1981. Clyomys bishopi ingår i släktet Clyomys och familjen lansråttor. IUCN kategoriserar arten globalt som otillräckligt studerad. Inga underarter finns listade i Catalogue of Life.
Artepitet i det vetenskapliga namnet hedrar zoologen Ian R. Bishop som var aktiv vid Natural History Museum.
Denna gnagare förekommer i östra Brasilien i delstaten São Paulo och kanske i angränsande områden. Arten vistas i städsegröna skogar och i savannen Cerradon.